# Graeme Souness
Graeme James Souness (uttal /ˈsuːnɨs/), född 6 maj 1953 i Edinburgh i Skottland, är en skotsk före detta fotbollsspelare och senare tränare, mest känd som lagkapten för Liverpool FC under klubbens storhetstid i början av 1980-talet och senare också som tränare för samma klubb under 1990-talet. Souness spelade även 54 matcher och gjorde 4 mål för Skottlands fotbollslandslag.

## Biografi
Souness växte upp i Broomhouse i det karga Skottland där han i de lokala klubbarna Tynecastle Boys Football Club och North Merchiston, liksom andra hårdföra fotbollsspelare i landet, fostrades i den tuffa skotska spelstilen som kom att bli en grund för hela hans vidare karriär.
Endast 15 år gammal värvades Souness som lärling till England och Tottenham Hotspur FC där han dock allt efter tiden gick blev otålig då han inte fick plats i förstalaget. Ett inhopp i en UEFA-cupmatch var allt den nu nitton år fyllda Souness fick förtroende för under sina fyra år i klubben. Under sommaren 1972 lånades han följdriktigt ut till Montreal Olympique i den nordamerikanska fotbollsligan där han efter en lyckad period blev utvald i ligans All Star-lag.
Souness återvände därefter till England men Tottenham sålde honom genast vidare till Middlesbrough FC, då i dåvarande division 2. Att klubben gick med på försäljningen kom som en chock för Souness som blev starkt motiverad att visa att de gjort fel. "Ingen persons spelarkarriär är full av höjdpunkter. Min riktiga botten kom i början av min. Det gjorde ont och jag var tvungen att hantera det. Det gjorde mig till den jag var därefter."  I Middlesbrough fick han också hjälp av tränaren Jack Charlton som fick honom att dra ner på nattklubbslivet och istället satsa all kraft på fotbollen. Souness tog snart en startplats och 1974 hjälpte han upp klubben till förstadivisionen. Samtidigt fick landslagsledningen upp ögonen för den hårt arbetande och tufft spelande Souness som utvecklat sitt spel så pass att han samma år fick göra sin första landskamp för Skottland.

### Storspel och värvad till Liverpool
Souness distinkta mittfältsspel gick inte heller klubblagsfotbollen och de stora klubbarna förbi. Sakta men säkert växte hans anseende såpass att de regerande Europacupmästarna Liverpool FC till sist, i januari 1978, värvade honom för 350 000 pund - då en rekordsumma för övergångar mellan engelska klubbar. Souness fick sällskap av två andra nyvärvade landsmän, Alan Hansen och Kenny Dalglish, och tillsammans med dem bidrog han starkt till att klubben kunde försvara sin Europacuptitel efter finalseger över Club Brugge KV; exemplifierat när Souness spelade fram Dalglish till matchens enda mål i finalen på Wembley. Den första månaderna i Liverpool hade varit succéartade, något Souness själv hade svårt att ta in: "Det närmaste jag hade varit en europeisk tävling innan var när jag såg på Eurovision Song Contest så det var en dröm som gick i uppfyllelse när jag vann en medalj som Europacupmästare inom fyra månader". 

#### En framgångsrik dubbelkaraktär
Framgångarna fortsatte för Souness som under de kommande åren i klubben skulle komma att vinna engelska ligan fem gånger, ligacupen fyra gånger och Europacupen ytterligare två gånger under sju år i klubben. På vägen till den tredje Europacuptiteln 1984 kritiserades han hårt för sitt brutala spel i semifinalen mot Dinamo Bukarest då han fått motståndaren Lica Movila att bryta matchen med en bruten käke. "Det är inte något jag är speciellt stolt över", sa han många år senare. "Men till syvende och sist tänkte man göra detsamma mot mig och mina lagkamrater". Skotska journalister skulle senare summera Souness karaktär som spelare som "både en artist och en lönnmördare" och en "Renoir with a razor blade" (målaren Renoir med ett rakblad till pensel).
Souness spelade totalt 358 matcher och gjorde 56 mål för "The Reds".

### I landslaget
Souness deltog för Skottland i den sista gruppspelsmatchen vid fotbolls-VM 1978 efter att ha missat de två första på grund av skada. Trots vinst över de blivande finalisterna Nederländerna missade laget slutspelsronden på grund av dåliga resultat i de tidigare matcherna.
Souness var sedan en av stöttepelarna i det skotska landslag som också tog sig till nästa VM i Spanien 1982. Han spelade här samtliga tre gruppspelsmatcher men åter missade man fortsatt spel.
Skottarnas tredje raka VM, i Mexiko 1986, blev inte heller det någon succé och man fick som vid tidigare försök respass efter gruppspelet. Souness spelade här två matcher, mot Danmark och Västtyskland, men blev i den tredje avslutande gruppspelsmatchen för första gången i sin landslagskarriär satt på bänken. Detta av den då tillfällige förbundskaptenen och tillträdande Manchester United-tränaren Alex Ferguson.

### Vidare ut i Europa och hem till Skottland
Souness önskan om att få prova på spel utanför de brittiska öarna gjorde att han 1984 såldes till UC Sampdoria och Serie A för 650 000 pund. Han lämnade på topp med en ligavinst, FA-cupseger och Europacuptriumf under våren. Dessutom röstades han av spelarna fram som nummer två på listan över de bästa spelarna i Engelska ligan. I Italien kom han att spela för Sampdoria under två säsonger. Med en seger i italienska cupen som största framgång återvände han 1986 till Storbritannien och Skottland för att bli spelande tränare för Rangers.
Som spelare i Rangers hade han svårt att behärska sitt temperament och drog på sig både varningar och utvisningar. Detta var något som manifesterades från match ett i klubben då Souness visades ut i sin debutmatch: mot Hibernian i augusti 1986. I sin tränarroll började han köpa engelska spelare – bland andra Terry Butcher – vilket tidigare hade varit ovanligt för en skotsk klubb. Han köpte också skotske landslagsspelaren Mo Johnston från bittra konkurrenten Celtic FC, en värvning som var mycket kontroversiell, speciellt då Johnston var katolik och Rangers var den uttalat protestantiska klubben i stan. Tiden i Rangers blev ändå en succé för Souness då man under hans år i klubben bland annat vann den skotska ligan fyra gånger.
Redan år 1989 hade Souness dock varit nära att lämna Rangers för att bli ny tränare i Manchester United som vid tiden hade problem under Alex Fergusons ledning. Flytten blev dock aldrig av då affärsmannen Michael Knighton – som ville ta över som majoritetsägare i Man U och därpå genomföra ändringar i ledarstaben – till sist ändå inte fick med sig Rangers ordförande David Murray (som också han skulle investera i den engelska klubben) på arrangemanget. Detta då FA var emot att enskilda personer hade engagemang i mer än en klubb.

### Tillbaka på Anfield
Efter framgångsrika år i Skottland återvände Souness 1991 till klubben där han haft sin topp som fotbollsspelare: Liverpool FC – men nu enbart som tränare. De följande åren blev dock betydligt mindre lyckade än de han haft som spelare. Trots en vinst i FA-cupen 1992 räknas Souness period vid rodret som en av de sämsta i klubbens moderna historia. Dålig stämning i omklädningsrummet, mycket beroende på en illa omtyckt auktoritär ledarstil, och märkliga värvningar hörde till vardagen under Souness återkomst till Anfield Road. Souness menade själv i en intervju många år senare att han kommit till Liverpool i helt fel tid; efter en lång period då klubben haft ständiga framgångar men med en trupp som var ålderstigen. Hans tuffa managerstil, där han förväntade sig att spelarna skulle ha samma hårda och oförsonliga vinnarattityd som han själv haft – och inte en axel att gråta mot – passade helt enkelt inte in. "Spelarna hade mer makt än managern. Jag var inte mjuk nog ibland, eller tillräckligt politisk".

### Manager runt om i Europa
År 1994 fick Souness sparken från Liverpool men blev snart erbjuden jobb i Turkiet och Galatasaray. Här lyckades han närapå skapa upplopp efter att ha placerat klubbens flagga i mittcirkeln efter en cupfinalseger (den enda framgången i nya klubben) över ärkerivalen Fenerbahçe. Souness återvände sedan till England för att ta sig an Southampton FC. Han fick dock lämna klubben efter bara några månader då han värvat en spelare (Ali Dia) med referenser som visade sig vara en bluff.
Torino Calcio blev nästa anhalt för den auktoritäre skotten där han dock fick stanna mindre än 4 månader då han sparkades efter en katastrofal start på säsongen.  Portugal och SL Benfica blev under åren 1997–1999 ny hemadress för Souness som trots sina senaste relativa misslyckanden lyckades hitta anställningar hos förhållandevis stora klubbar. Efter två knappt godkända säsonger (med klubbens mått mätt) med en andraplats i ligan och Champions League-spel som bäst, då han värvat en rad brittiska spelare (bland andra Dean Saunders, Brian Deane och Michael Thomas), fick han sparken också här. Tron på Souness hemma i Storbritannien verkade dock inte helt avtagit. Han blev nu erbjuden tränarjobbet i Football League-klubben Blackburn Rovers.

### Åter i England
I Blackburn kom Souness tuffa ledarstil till sin rätt och här fick han – relativt sett till resten av hans tränarkarriär efter de inledande succéåren i Skottland – tre goda år innan klubben säsongen 2003/2004 var nära att åka ur Premier League. Efter att ha tagit klubben tillbaka till Premier League blev ligacupvinsten 2002 efter mål i finalen av supervärvningen Dwight Yorke (Andy Cole var en annan) och talangen Matt Jansen, som Souness släppt fram i A-laget, hans största framgång i England på 10 år. Souness "fostrade" under denna tid också andra kommande storspelare, bland dem irländske Damien Duff som snart värvades till storsatsande Chelsea.
Souness lämnade Blackburn 2004 och blev manager i Newcastle United; ett beslut han senare öppet erkände att han ångrade då han i Blackburn haft fyra av sina "lyckligaste år som tränare". Sejouren i Newcastle blev däremot inte lyckad. Ganska snart hade han gjort sig ovän med ett flertal spelare (bland andra Craig Bellamy) som valde att lämna klubben. Misslyckade nya spelarköp följdes av uteblivna framgångar innan Souness mitt under säsongen, i februari 2006, avskedades från arbetet som kom att bli hans sista som manager.

### Efter karriären – arbete inom media
Souness fick efter att ha avslutat sin tränarbana arbete som expertkommentator på TV. Under VM 2010 var han orsak till att TV-kanalen RTE offentligt bad om ursäkt efter att han i direktsändning uttryckt att "Vidic blev våldtagen ..... ursäkta, isärplockad, av Torres i Liverpool". Detta apropå Torres plötsliga byte av frisyr, syftande på att han skulle behövt ändra utseende efter att ha "våldtagit" Vidic i en ligamatch. Senare har dock Souness fått andra TV-jobb; bland annat hos Sky Sports och deras analyser kring Champions League. Han har också arbetat med Al Jazeera Sports under kanalens sändningar av Champions League.

### "Utmärkelse"
2008 blev Graeme Souness av tidningen The Guardian utsedd till Storbritanniens sämsta tränare någonsin.